# Spurlos – Ein Sturm wird kommen
Spurlos – Ein Sturm wird kommen (engl.: Strangerland) ist ein australisches Filmdrama von 2015.

## Handlung
Eine kleine Familie ist neu in ein Dorf ins australische Outback gezogen, nachdem die Tochter in der Stadt einen sexuellen Übergriff erdulden musste. Die beiden Kinder sind plötzlich verschwunden und bringen die Eltern zum Verzweifeln. Nach langer Suche wird Sohn Tom auf der Straße liegend gefunden. Dieser sah nur seine Schwester in ein Auto steigen. Mutter Catherine sucht immer wahnhafter und kommt völlig entkräftet im Dorf an. Ihr Mann gesteht, dass er wohl die Schuld trägt, da er die Kinder hat gehen lassen. Die Tochter Lily bleibt verschwunden.

## Hintergrund
Der Film ist das Langfilm-Debüt der Regisseurin Kim Farrant. Die Premiere war am 23. Januar beim Sundance Film Festival 2015. Er wurde für einige australische Filmpreise nominiert.

## Rezeption
Das Lexikon des internationalen Films schreibt: „Das verhalten inszenierte Drama um die Entfremdung innerhalb einer Familie verliert zunehmend die Krimihandlung aus den Augen und rückt das Beziehungsgeflecht der Erwachsenen in den Vordergrund. Nachhaltig beeindruckt vor allem die Kamera, die die Landschaft als ebenso schön wie lebensfeindlich einfängt.“
Oliver Armknecht vergibt auf film-rezensionen.de 7 von 10 Punkten: „‚Strangerland‘ erzählt mit unwirklich schönen Bildern des australischen Outbacks und eines mysteriösen Scores die Geschichte einer Familie, die an dem Verschwinden zweier Kinder zerbricht. Als Thriller ist das unbefriedigend, als Drama dafür sehenswert.“